# Grdica
Grdica (cyr. Грдица) – wieś w Serbii, w okręgu raskim, w mieście Kraljevo. W 2011 roku liczyła 819 mieszkańców.